# Färöische Fußballmeisterschaft der Frauen 2017
Die Färöische Fußballmeisterschaft der Frauen 2017 wurde in der 1. Deild genannten ersten färöischen Liga ausgetragen und war insgesamt die 33. Saison. Sie startete am 12. März 2017 und endete am 7. Oktober 2017.
AB Argir/B71 Sandur war durch den Zusammenschluss von AB Argir und B71 Sandur der 30. Teilnehmer der höchsten Spielklasse. Meister wurde EB/Streymur/Skála, die den Titel somit zum ersten Mal erringen konnten. Titelverteidiger KÍ Klaksvík landete auf dem zweiten Platz, womit die Serie von 18 Meisterschaften in Folge ein Ende fand.
Im Vergleich zur Vorsaison verbesserte sich die Torquote auf 4,65 pro Spiel. Den höchsten Sieg erzielte KÍ Klaksvík durch ein 13:0 im Heimspiel gegen ÍF/Víkingur am zwölften Spieltag, was zugleich das torreichste Spiel darstellte.

## Modus
Durch die Aufstockung auf sieben Mannschaften in der 1. Deild sollte jedes Team ursprünglich an 21 Spieltagen jeweils drei Mal gegen jedes andere spielen. Nach dem Rückzug von AB Argir/B71 Sandur wurde der Spieltag neu gestaltet und jedes Team spielte nun an 20 Spieltagen jeweils vier Mal gegen jedes andere. Die punktbeste Mannschaft zu Saisonende steht als Meister dieser Liga fest.

## Saisonverlauf
EB/Streymur/Skála und KÍ Klaksvík gewannen von den ersten 13 Spielen jeweils 12. In den beiden direkten Duellen setzte sich am dritten Spieltag KÍ mit 3:1 sowie am neunten Spieltag EB/Streymur/Skála mit 4:1 als Heimmannschaft durch. Am 14. Spieltag gelang KÍ mit einem 2:1 erneut ein Heimsieg gegen EB/Streymur/Skála. Während EB/Streymur/Skála die nächsten fünf Ligapartien gewinnen konnte, leistete sich KÍ Klaksvík in den Spielen gegen HB Tórshavn mit einem 1:1 im Auswärtsspiel sowie einer 0:4-Heimniederlage am vorletzten Spieltag entscheidende Punktverluste. Vor dem letzten Spieltag führte somit EB/Streymur/Skála mit zwei Punkten. Am letzten Spieltag kam es wiederum zum direkten Aufeinandertreffen mit KÍ. Durch ein 2:2 im Heimspiel konnte die Tabellenführung verteidigt werden.

## Tabelle
| Pl. | Verein                    | Sp. | S  | U | N  | Tore    | Diff. | Punkte |
| --- | ------------------------- | --- | -- | - | -- | ------- | ----- | ------ |
| 1.  | EB/Streymur/Skála         | 20  | 17 | 1 | 2  | 085:160 | +69   | 52     |
| 2.  | KÍ Klaksvík (M, P)        | 20  | 16 | 2 | 2  | 098:180 | +80   | 50     |
| 3.  | HB Tórshavn               | 20  | 11 | 2 | 7  | 048:310 | +17   | 35     |
| 4.  | ÍF/Víkingur               | 20  | 5  | 1 | 14 | 015:850 | −70   | 16     |
| 5.  | B36 Tórshavn              | 20  | 4  | 2 | 14 | 020:620 | −42   | 14     |
| 6.  | B68 Toftir                | 20  | 2  | 2 | 16 | 013:670 | −54   | 08     |
| 7.  | AB Argir/B71 Sandur (N) 1 | 2   | 0  | 0 | 2  | 000:430 | −43   | 0      |

| (N) | Aufsteiger       |
| (M) | Meister 2016     |
| (P) | Pokalsieger 2016 |

## Spiele und Ergebnisse
|                   | B36 | B36 | B68 | B68   | EBS/Skála | EBS/Skála | HB  | HB  | ÍF/Vík | ÍF/Vík | KÍ  | KÍ  |
| ----------------- | --- | --- | --- | ----- | --------- | --------- | --- | --- | ------ | ------ | --- | --- |
| B36 Tórshavn      |     |     | 0:2 | 1:1   | 0:4       | 0:5       | 3:1 | 0:5 | 5:0    | 0:1    | 1:5 | 0:5 |
| B68 Toftir        | 0:2 | 0:0 |     |       | 1:5       | 2:7       | 0:3 | 0:2 | 1:3    | 0:2    | 0:1 | 1:4 |
| EB/Streymur/Skála | 5:1 | 8:0 | 5:0 | 3:1   |           |           | 2:1 | 4:0 | 10:00  | 4:0    | 4:1 | 2:2 |
| HB Tórshavn       | 3:0 | 1:0 | 3:0 | 5:2   | 1:2       | 1:4       |     |     | 5:0    | 8:0    | 1:8 | 1:1 |
| ÍF/Víkingur       | 0:6 | 3:1 | 0:1 | 3:0   | 0:2       | 0:7       | 1:2 | 1:1 |        |        | 0:6 | 0:7 |
| KÍ Klaksvík       | 7:0 | 6:0 | 8:1 | 10:00 | 3:1       | 2:1       | 3:0 | 0:4 | 6:1    | 13:00  |     |     |

## Torschützenliste
Bei gleicher Anzahl von Treffern sind die Spielerinnen nach dem Nachnamen alphabetisch geordnet.
| Platz | Spieler            | Mannschaft        | Tore |
| ----- | ------------------ | ----------------- | ---- |
| 1     | Heidi Sevdal       | EB/Streymur/Skála | 33   |
| 2     | Rannvá Andreasen   | KÍ Klaksvík       | 19   |
| 3     | Maria Thomsen      | KÍ Klaksvík       | 15   |
| 4     | Rebekka Benbakoura | HB Tórshavn       | 14   |
| 5     | Hervør Olsen       | KÍ Klaksvík       | 13   |
| 5     | Maria Thomsen      | KÍ Klaksvík       | 13   |
| 7     | Margunn Lindholm   | EB/Streymur/Skála | 12   |
| 8     | Milja Simonsen     | HB Tórshavn       | 11   |
| 9     | Ásla Johannesen    | B36 Tórshavn      | 10   |
| 9     | Birna Johannesen   | EB/Streymur/Skála | 10   |

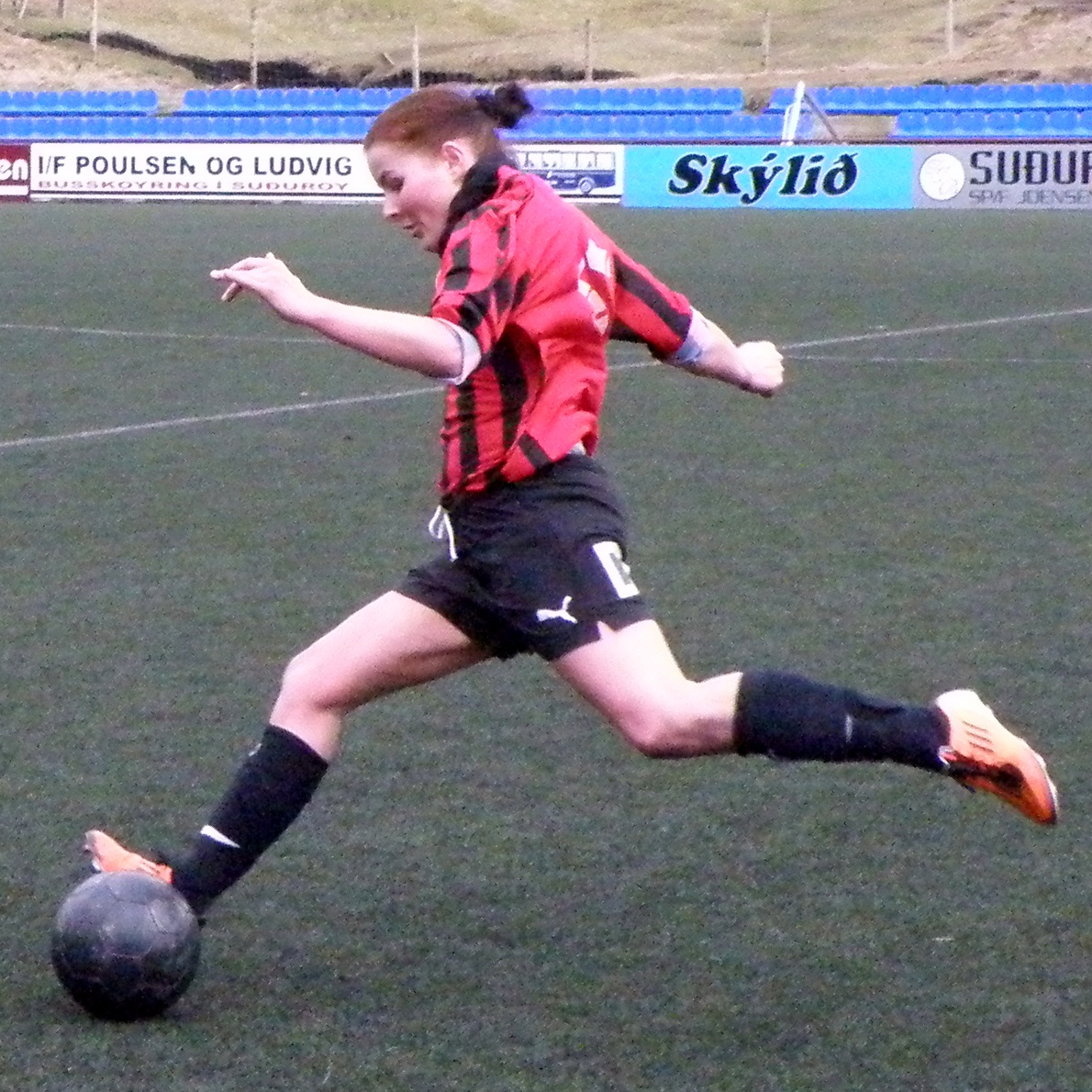
Torschützenkönigin Heidi Sevdal

Dies war nach 2013, 2014 und 2015 der vierte Titel für Heidi Sevdal.

## Trainer
| Mannschaft          | Trainer              | Spieltage |
| ------------------- | -------------------- | --------- |
| AB Argir/B71 Sandur | Bakary Bojang        | 01–02     |
| B36 Tórshavn        | Aleksandar Đorđević  | 01–14     |
| B36 Tórshavn        | Gunnar Sørensen      | 15–20     |
| B68 Toftir          | Poul Helgi Jacobsen  | 01–11     |
| B68 Toftir          | Jóhan Dávur Højgaard | 12–20     |
| EB/Streymur/Skála   | Erik Ernesto Nielsen | 01–20     |
| HB Tórshavn         | Allan Dybczak        | 01–20     |
| ÍF/Víkingur         | Bergur Hansen        | 01–20     |
| KÍ Klaksvík         | Aleksandar Jovević   | 01–20     |

Insgesamt zwei Teams wechselten Trainer aus. Sowohl B36 Tórshavn als auch B68 Toftir verschlechterten sich daraufhin um eine Position auf den fünften beziehungsweise sechsten Platz.

## Spielstätten
| Mannschaft          | Stadion              | Spielort   |
| ------------------- | -------------------- | ---------- |
| AB Argir/B71 Sandur | Skansi Arena         | Argir      |
| B36 Tórshavn        | Gundadalur           | Tórshavn   |
| B68 Toftir          | Tofta Leikvøllur     | Toftir     |
| EB/Streymur/Skála   | í Hólmanum (5)       | Eiði       |
| EB/Streymur/Skála   | Undir Mýruhjalla (5) | Skála      |
| HB Tórshavn         | Gundadalur (9)       | Tórshavn   |
| HB Tórshavn         | Tórsvøllur (1)       | Tórshavn   |
| ÍF/Víkingur         | Sarpugerði           | Norðragøta |
| KÍ Klaksvík         | Við Djúpumýrar       | Klaksvík   |

## Schiedsrichter
Folgende Schiedsrichter leiteten die 60 ausgetragenen Erstligaspiele:
| Name                     | Stammverein       | Spiele |
| ------------------------ | ----------------- | ------ |
| Stephan Petursson        | FF Giza/FC Hoyvík | 09     |
| Petur Páll Hentze        | Víkingur Gøta     | 07     |
| Kristian Bjartalíð       | KÍ Klaksvík       | 04     |
| Óli Gilsstein Samuelsen  | KÍ Klaksvík       | 04     |
| Kristian Oskar Henriksen | B71 Sandur        | 02     |
| Dia Lamhauge             | NSÍ Runavík       | 03     |
| David Waag Sjóstein      | KÍ Klaksvík       | 03     |
| Áron Sofus Vest          | KÍ Klaksvík       | 03     |
| Heini Viðoy              | HB Tórshavn       | 03     |
| Jørleif Djurhuus         | Skála ÍF          | 02     |
| Bogi Eyðunsson Hansen    | Víkingur Gøta     | 02     |
| Bent Tommy Linklett      | HB Tórshavn       | 02     |
| Petur Reinert            | Víkingur Gøta     | 02     |
| Rani Andrasson Skaalum   | Undrið FF         | 02     |

Weitere elf Schiedsrichter leiteten jeweils ein Spiel.

## Die Meistermannschaft
In Klammern sind die Anzahl der Einsätze sowie die dabei erzielten Tore genannt.
| 1. | EB/Streymur/Skála |
|    | Bjarta E. Djurhuus (10/0) \| Kára Djurhuus (19/3) \| Eyðbjørg Ellingsgaard (4/0) \| Randi Fagradal (19/3) \| Stefania Fjalarsdóttir (5/0) \| Anna Hansen (20/0) \| Durita Hummeland (18/2) \| Marita Jarnskor (12/1) \| Rúna Joensen (16/0) \| Birna Johannesen (20/10) \| Silja Johannesen (9/0) \| Sunnvá Johansen (1/0) \| Ásgerð Siri Káradóttir (4/0) Sigrun Kristiansen (19/2) \| Margunn Lindholm (20/12) Lea Lisberg (15/5) \| Rakul Magnussen (17/4) \| Fríðrún Olsen (2/0) \| Ansy Sevdal (20/9) \| Heidi Sevdal (19/33) ohne Einsatz: Maria Samuelsen - Trainer: Erik Ernesto Nielsen |

## Nationaler Pokal
Im Landespokal gewann Meister EB/Streymur/Skála mit 3:2 gegen HB Tórshavn und erreichte dadurch das Double.

## Europapokal
2017/18 spielte KÍ Klaksvík als Meister des Vorjahres in der Qualifikationsrunde der UEFA Women’s Champions League. Nach einem 0:9 gegen UMF Stjarnan (Island) und einem 0:4 gegen ŽNK Osijek (Kroatien) gelang ein 6:1-Sieg gegen ŽFK Istatov (Mazedonien). Die Gruppe wurde somit auf dem dritten Platz beendet.